# شركة عمان للتأمين
شركة عُمان للتأمين (ش.م.ع) هي شركة تأمين في دولة الإمارات العربية المتحدة تأسست في عام 1975 ويملك معظم أسهمها بنك المشرق، أحد المؤسسات المالية الرائدة في دولة الإمارات العربية المتحدة. يرأس مجلس إدارتها، عبد العزيز عبد الله الغرير، وجان لويس لوران جوزي هو الرئيس التنفيذي.
وقد أعلنت عُمان للتأمين، عن تغيير علامتها التجارية إلى "سكون"، وقد كشفت الشركة عن شعارها المؤسسي الجديد على برج خليفة في يوم 6 أكتوبر 2022
قامت الشركة بتوفير حلول التأمين الشاملة لأكثر من 800 ألف فرد ومؤسسة تجارية في مجالات التأمين الصحي والتأمين على السيارات والتأمين على الحياة والتأمين العام، مثل التأمين على الممتلكات والطاقة والتأمين الهندسي والتأمين الجوي والبحري والتأمين ضد المسؤولية. 
لدى الشركة فريق عمل يضم 650 خبيراً كما تمتلك الشركة منصة تجارة إلكترونية متخصصة لخدمة العملاء وقد حققت أقساط تأمين مكتتبة بإجمالي 4,39 مليار درهم في عام 2022.

## وصلات خارجية
- موقع شركة عمان للتأمين